# 1231 هـ
1231 هـ هي سنة في التقويم الهجري امتدت مقابلةً في التقويم الميلادي بين سنتي 1815 و1816.

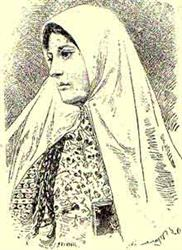
قرة العين القزوينية

## أحداث
- المصريون يستولون على نصف الدولة السعودية الأولى.

## مواليد
- مولد السيد أحمد بن زيني دحلان مفتي الشافعية في مكة و إمام الحرمين قديما
- أحمد زيني دحلان
- قرة العين القزوينية

## وفيات
- الميرزا القمي، عالم وأديب فارسي.